# Richard Burton

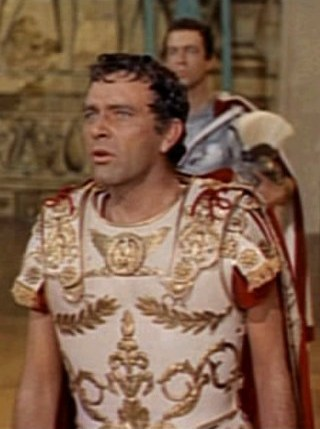
Richard Burton în filmul Cleopatra (1963)

Richard Burton (n. 10 noiembrie 1925, Pontrhydyfen⁠(d), Neath Port Talbot, Țara Galilor, Regatul Unit – d. 5 august 1984, Céligny⁠(d), Geneva, Elveția) a fost un actor de film britanic, originar din Țara Galilor.
A avut primul succes pe scenă în piesa Nu ardeți doamna (The Lady` Not for Burning) jucată la Londra (1949).

## Piese de teatru în care a jucat
- Measure for Measure (1944)
- Druid's Rest (1944)
- Castle Anna (1948)
- The Lady's Not For Burning (1949)
- The Lady's Not For Burning (1950)
- A Phoenix Too Frequent (1950)
- The Boy With A Cart (1950)
- Legend of Lovers (1951)
- The Tempest (1951)
- Henry V (1951)
- Henry IV (1951)
- Montserrat (1952)
- The Tempest (1953)
- King John (1953)
- Hamlet (1953)
- Coriolanus (1953)
- Hamlet (1953)
- Twelfth Night (1953)
- Henry V (1955)
- Othello (1956)
- Sea Wife (1957)
- Time Remembered (1957)
- Camelot (1960)
- Hamlet (1964)
- A Poetry Reading (1964)
- Doctor Faustus (1966)
- Equus (1970)
- Camelot (1980)
- Private Lives (1983)
- War of the Worlds (1978)

## Filmografie
- 1949 Now Barabbas, regia Gordon Parry
- 1949 The Last Days of Dolwyn
- 1949 The Woman with No Name
- 1950 Waterfront, regia Michael Anderson
- 1951 Green Grow the Rushes
- 1952 Verișoara mea Rachel (My Cousin Rachel), regia Henry Koster
- 1953 The Desert Rats, regia Robert Wise
- 1953 Tunica (The Robe), regia Henry Koster
- 1954 Thursday's Children (narator)
- 1955 Prince of Players
- 1955 Ploile din Ranchipur (The Rains of Ranchipur) regia Jean Negulesco
- 1956 Alexandru Macedon (Alexander the Great), regia Robert Rossen
- 1957 Bitter Victory
- 1957 Sea Wife
- 1958 Privește înapoi cu mânie (Look Back in Anger), regia Tony Richardson
- 1959 A Midsummer Night's Dream (narator)
- 1960 Ice Palace
- 1960 The Bramble Bush
- 1962 Dylan Thomas
- 1962 Ziua cea mai lungă (The Longest Day), regia Darryl F. Zanuck
- 1963 Cleopatra, regia Darryl F. Zanuck, Rouben Mamoulian, Joseph L. Mankiewicz
- 193 The V.I.P.s
- 1964 Zulu (1964) (narrator)
- 1964 Becket, regia Peter Glenville
- 1964 Noaptea iguanei (The Night of the Iguana), regia John Huston
- 1964 Richard Burton's Hamlet⁠(en)[traduceți], regia John Gielgud, Philip Saville, Bill Colleran
- 1965 What's New Pussycat? (Cameo)
- 1965 The Sandpiper
- 1965 The Spy Who Came in from the Cold
- 1966 Who's Afraid of Virginia Woolf?
- 1967 The Taming of the Shrew (și producător)
- 1967 Doctor Faustus (producător și director)
- 1967 Comedianții (The Comedians), regia Peter Glenville
- 1968 Boom!
- 1968 Acolo unde se avântă vulturii (Where Eagles Dare), regia Brian G. Hutton
- 1968 Candy
- 1969 Staircase
- 1969 Anna celor o mie de zile (Anne of the Thousand Days), regia Charles Jarrott
- 1971 Atac împotriva lui Rommel (Raid on Rommel), regia Henry Hathaway
- 1971 Villain
- 1972 Under Milk Wood
- 1972 The Assassination of Trotsky
- 1972 Bluebeard
- 1972 Hammersmith Is Out
- 1973 Represalii la Roma (Rappresaglia), regia George P. Cosmatos
- 1973 Sutjeska, regia Stipe Delic
- 1974 The Klansman
- 1974 Brief Encounter
- 1977 Exorcist II: The Heretic
- 1977 Equus, regia Sidney Lumet
- 1978 Absolution
- 1978 The Wild Geese, regia Andrew V. McLaglen
- 1978 Atingerea meduzei (The Medusa Touch), de Jack Gold
- 1979 Breakthrough
- 1980 Circle of Two
- 1981 Lovespell
- 1984 1984